# María Belén Pérez Maurice
María Belén Pérez Maurice (San Nicolás, 12 de julio de 1985) es una esgrimista e ingeniera en alimentos argentina.

## Carrera deportiva
Pérez Maurice empezó a practicar esgrima a los trece años motivada por su madre, quien fue esgrimista amateur.
Primero compitió con florete, categoría en la que alcanzó los cuartos de final en la Copa Mundial de Buenos Aires en 2006. Luego, para la temporada 2006-2007, cambió de categoría pasando a competir con sable. Hasta entonces, se había dedicado al modelaje de forma paralela a su carrera deportiva, aunque decidió abandonar esta actividad por falta de tiempo. En 2011, ganó dos torneos satélite, además obtuvo dos terceros puestos en los Campeonatos Panamericanos de 2011 y 2012. Estos resultados le valieron para clasificar a los Juegos Olímpicos de Londres 2012 con uno de los dos mejores promedios de la zona americana. Fue la primera esgrimista argentina en obtener acceso olímpico a través del ranking FIE. En los Juegos Olímpicos, cayó 15–12 en primera ronda contra Gioia Marzocca de Italia y finalizó 21º. En la temporada 2013–14 ganó la medalla de oro en el Campeonato Panamericano de San José, tras derrotar a la campeona olímpica Mariel Žagunis en la final. Terminó la temporada en el puesto 16.º del ranking mundial, tras hacerse con un histórico bronce en el Grand Prix de Nueva York. 
En 2013 ganó el premio Jorge Newbery de oro y en los Juegos Panamericanos de 2015 en Toronto (Canadá) ganó la medalla de bronce, que le valió la clasificación a los Juegos Olímpicos de Río de Janeiro 2016 donde perdió en su primera presentación frente a la subcampeona del mundo, la francesa Cecilia Beder.
Pérez Maurice obtuvo la medalla de oro en los Juegos Suramericanos de 2018 y la medalla de plata en sable individual en los Juegos Panamericanos de 2019 realizados en Lima, Perú.
En mayo de 2021 logró clasificar a sus terceros Juegos Olímpicos luego de consagrarse campeona en el Torneo Preolímpico de San José de Costa Rica, tras vencer en la final a la venezolana Alejandra Benítez Romero por 15-6.
En los Juegos Suramericanos de 2022, obtuvo la medalla de bronce en sable por equipos con Alicia Perroni, Candela Espinosa y Macarena Morán.
Además de su actividad deportiva, Pérez Maurice se recibió de ingeniera en alimentos en la Universidad Argentina de la Empresa y es suboficial del Ejército Argentino.
En julio de 2023, por medio de sus redes sociales, Belén anunció su retiro de la Selección nacional. Tres meses después de anunciar su retiro, decidió regresar a las competencias y a la selección.